# 103460 Dieterherrmann
103460 Dieterherrmann este un asteroid din centura principală de asteroizi.

## Descriere
103460 Dieterherrmann este un asteroid din centura principală de asteroizi. A fost descoperit pe 11 ianuarie 2000 la Drebach de Gerhard Lehmann și Jens Kandler. Asteroidul prezintă o orbită caracterizată de o semiaxă mare de 2,54 ua, o excentricitate de 0,09 și o înclinație de 2,9° în raport cu ecliptica.